# Zapasy na Miniigrzyskach Pacyfiku 2005
Turniej zapasów na miniigrzyskach Południowego Pacyfiku w 2005 rozegrano w dniach 2 – 3 sierpnia na Koror w Palau, na terenie Mindszenty High School i Maris Stella School. W tabeli medalowej tryumfowali zapaśnicy gospodarzy.

## Tabela medalowa
Gospodarz mistrzostw został zaznaczony kolorem.
| Poz. | Państwo         |    |    |    | Łącznie |
| ---- | --------------- | -- | -- | -- | ------- |
| 1    | Palau           | 5  | 1  | 2  | 8       |
| 2    | Samoa           | 4  | 1  | 2  | 6       |
| 3    | Mikronezja      | 1  | 4  | 4  | 9       |
| 4    | Wyspy Marshalla | 1  | 3  | 3  | 7       |
| 5    | Guam            | 1  | 3  | 1  | 5       |
|      | Łącznie         | 12 | 12 | 12 | 36      |

## Wyniki

### Styl klasyczny
| Konkurencja         | Złoto          | Srebro          | Brąz             |
| Kategoria do 60 kg  | Elgin Elwais   | Patrick Mike    | Chauncey Tarkong |
| Kategoria do 66 kg  | Isun Soalabai  | Maioriko Sohl   | Jeton Anjain     |
| Kategoria do 74 kg  | Mike Colfax    | Jaston Anjain   | Kenneth Mike     |
| Kategoria do 84 kg  | Waylon Muller  | Joe Ocampo      | Faʻafetai Iutana |
| Kategoria do 96 kg  | John Tarkong   | John Camacho    | Bach Lene        |
| Kategoria do 120 kg | Jerry Wallwork | Patrick Camocho | Kun Killin       |

### Styl wolny
| Konkurencja         | Złoto            | Srebro          | Brąz             |
| Kategoria do 60 kg  | Elgin Elwais     | Patrick Mike    | Chauncey Tarkong |
| Kategoria do 66 kg  | Marcel Yatilman  | Isun Soalabai   | Jeton Anjain     |
| Kategoria do 74 kg  | Faamanu Falo     | Lawrence Uwelur | Jaston Anjain    |
| Kategoria do 84 kg  | Faʻafetai Iutana | Waylon Muller   | David Salpwa     |
| Kategoria do 96 kg  | John Tarkong     | Bach Lene       | John Camacho     |
| Kategoria do 120 kg | Jerry Wallwork   | Patrick Camocho | Kun Killin       |

* Niektóre źródła wskazują, iż w poszczególnych kategoriach nie zawsze przyznano srebrne i brązowe medale. Zależało to od liczby uczestnikow zgłoszonych do zawodów. Na stronie FILA wszyscy zawodnicy figurują jednak jako medaliści.